# Cäsar Hirsch

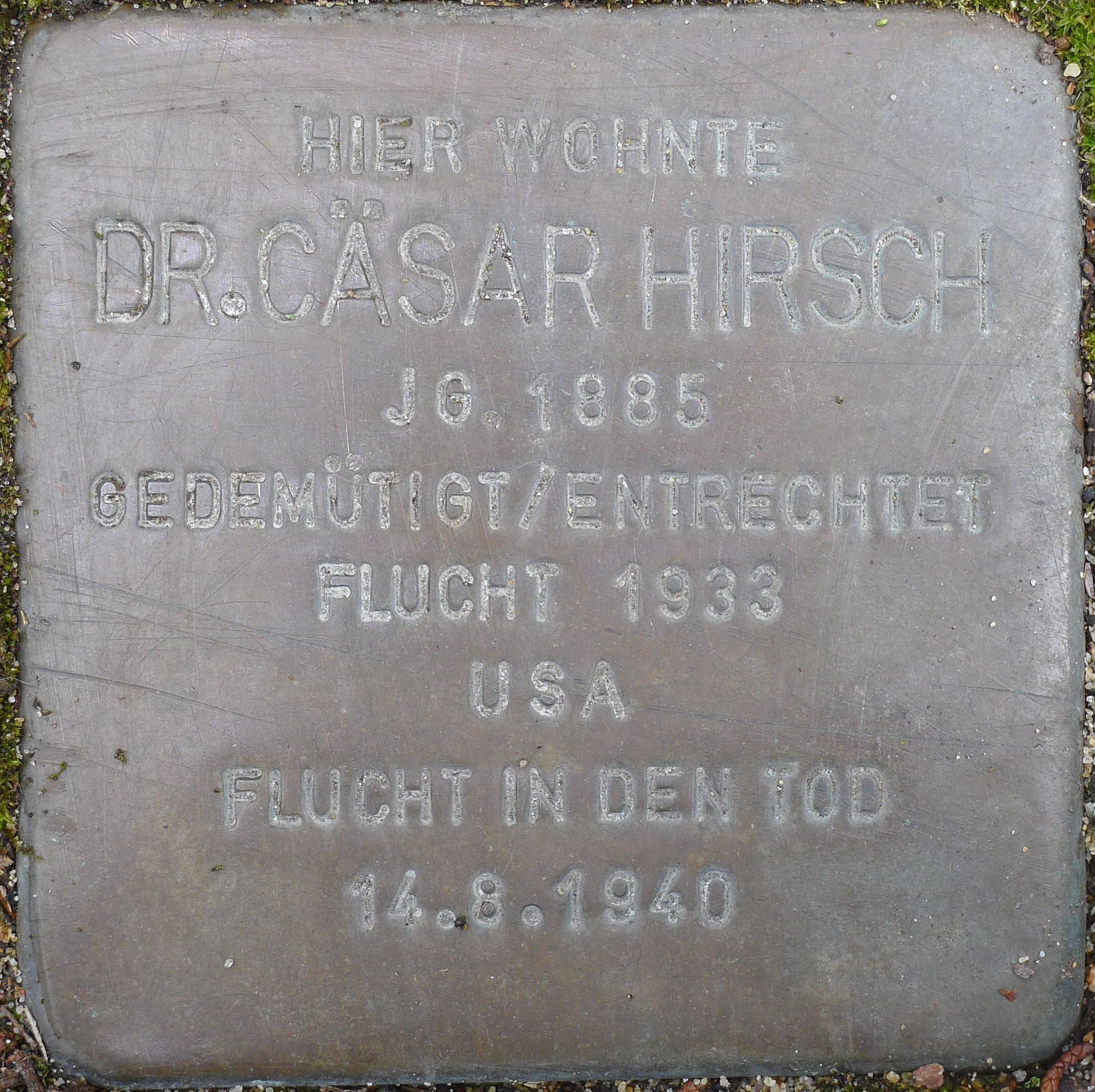
Stolperstein für Dr. Cäsar Hirsch, Birkenwaldstraße 60 in Stuttgart

Cäsar Hirsch (* 19. November 1885 in Cannstatt; † 14. Mai 1940 in Seattle) war ein deutscher Arzt, der sich im Exil während des Dritten Reichs das Leben nahm. Jahrzehnte später löste die Auffindung seiner Bibliothek in Deutschland Kontroversen aus.

## Leben
Cäsar Hirsch war ein Sohn des jüdischen Fabrikantenehepaares Jakob und Fanny Hirsch. Jakob Hirsch war Teilhaber der Brennerei und Essigfabrik „Gebrüder Hirsch“ in Cannstatt. Cäsar, das jüngste Kind des Ehepaars, besuchte das Gymnasium in Cannstatt und schloss einen Aufenthalt in Paris an, um seine französischen Sprachkenntnisse auszubauen. Danach studierte er Medizin in Tübingen, München, Genf, Berlin und Freiburg und promovierte 1910 an der Universität Freiburg mit der Arbeit Über die Behandlung des Nabelschnurrestes. Als Medizinalassistent war Hirsch zunächst an der Inneren und an der Chirurgischen Klinik der Stadt Stuttgart tätig. Seine Ausbildung zum Facharzt absolvierte er an der Hals-Nasen-Ohren-Universitätsklinik in Frankfurt am Main bei Otto Voss, den rhinolaryngologischen Teil wohl in Kattowitz bei Max Ehrenfried. Er hospitierte offenbar noch in verschiedenen Krankenanstalten. Anfang 1914 reiste er kurzfristig als Schiffsarzt auf der Hamburg-Amerika-Linie, doch schon ab 1913 hatte er eine Praxis als Hals-Nasen-Ohrenarzt in der Tübinger Straße 1/II in Stuttgart. Über seinen Einsatz im Ersten Weltkrieg liegen von Cäsar Hirsch selbst unterschiedliche Aussagen vor; 1914 bewarb sich der begeisterte Bergsteiger und Skifahrer, der seit 1910 Mitglied der Sektion Schwaben des Alpenvereins war, um eine Stellung im Königlich Württembergischen Skikorps. Zu diesem Zeitpunkt arbeitete er als ordinierender Arzt im Lazarett im Karl-Olga-Krankenhaus in Stuttgart. In seiner Bewerbung erwähnte er eine kriegschirurgische Ausbildung bei Generalarzt von Hofmeister. Für 1917 sind Genesungsurlaube, die auf einen Fronteinsatz hindeuten könnten, und eine Tätigkeit des landsturmpflichtigen Arztes im Reservelazarett 3 in Tübingen belegt. Nachdem es dort offenbar zu ernsthaften Differenzen gekommen war, wurde Hirsch im April 1918 nach Stuttgart versetzt, später nach Ludwigsburg. Seinen persönlichen Wohnsitz und seine Praxis verlegte er 1917 in die Tübinger Straße 11.
1920 heiratete er Felicia Kaufmann aus Weinheim an der Bergstraße. Aus dieser Ehe gingen drei Kinder hervor, die 1923, 1925 und 1926 geboren wurden.
Ab 1922 war er beratender HNO-Arzt am Katharinenhospital. Von 1923 bis 1933 leitete Cäsar Hirsch die Hals-Nasen-Ohren-Abteilung am Marienhospital Stuttgart. Neben seiner praktischen Arbeit als Arzt verfasste er zahlreiche Fachpublikationen und das Lehrbuch der Lokalanästhesie des Ohres und der oberen Luft- und Speisewege, das 1925 erschien. Er galt als der beste Operateur auf seinem Fachgebiet in Stuttgart und Umgebung. Er wurde Mitherausgeber der Zeitschrift Der Schmerz. 1928 leitete er in den USA mehrere Workshops zum Thema Analgesie. 1932 hielt er vor der italienischen otolaryngologischen Gesellschaft in Rom einen Vortrag. Der Stuttgarter Bürgermeister Klein beauftragte Hirsch mit einer Stellungnahme zu der geplanten städtischen Hals-Nasen-Ohrenklinik. Hirsch lieferte 1932 eine Denkschrift zu diesem Thema ab und schlug sich selbst als Leiter dieser zukünftigen Einrichtung vor. Diese wurde jedoch erst 1937 realisiert, Chef wurde Professor Grohe.
1926 hatte Cäsar Hirsch bei einer Zwangsversteigerung die Villa Birkenwaldstraße 60 erworben. Der ehemalige Besitzer, Emil Dobler, verfolgte ihn jahrelang mit Verleumdungen und Erpressungsversuchen. So ließ er ihn etwa durch seine Freundin, eine Prostituierte namens Falkenstein, beschuldigen, sich während einer Blinddarmoperation sexuell an ihr vergangen zu haben. Hirsch konnte nachweisen, dass er Fräulein Falkenstein niemals am Blinddarm operiert, sondern ihr nur unter örtlicher Betäubung und im Beisein einer Zeugin die Mandeln herausgenommen hatte. Daraufhin wurde die Anklage fallen gelassen. Dobler verfolgte Hirsch jedoch weiter, indem er etwa einen diffamierenden Artikel über den Arzt in der Hakenkreuzzeitung veröffentlichte.
Cäsar Hirsch, der auf einer Schwarzen Liste der Nationalsozialisten stand und sich wohl auch durch den SS-Angehörigen Dobler bedrängt fühlte, ließ am 31. März 1933 seine Kinder in Begleitung seiner Schwiegermutter per Bahn in die Schweiz reisen. Er selbst folgte mit seiner Frau am Abend desselben Tages, woraufhin ihm ein Verstoß gegen die Devisengesetze vorgeworfen und sein in Deutschland verbliebener Besitz, darunter auch das Inventar der Praxis in der Tübinger Straße, konfisziert wurde. Bis heute ist der Verbleib dieser Gegenstände nicht restlos geklärt. Die Praxiseinrichtung wurde versteigert. Das Instrumentarium im Marienhospital blieb offenbar an Ort und Stelle. 1942 wurde das Marienhospital enteignet; dabei wurden anscheinend die Urkunden über die Übernahme der Instrumente aus Hirschs Besitz vernichtet. Haus, Wohnungseinrichtung, sein Auto und die Bibliothek Hirschs wurden ebenfalls verkauft, um Hirschs „Steuerschulden“, die durch seine Flucht aufgelaufen waren, zu decken.
Zwei von Hirschs ehemaligen Mitarbeiterinnen reisten noch nach Zürich, um ihm Geld und einige Privatgegenstände zu bringen. Sie wurden nach ihrer Rückkehr verhaftet und zu Geld- und mehrwöchigen Haftstrafen verurteilt. Der Transport seiner medizinischen Instrumente nach Zürich durch eine Schwester des Marienhospitals wurde verhindert, indem man sowohl die Praxis als auch den entsprechenden Operationssaal im Hospital versiegelte. Monate später wurden die Geräte aus der Praxis durch die Gestapo abgeholt. Cäsar Hirsch hatte unterdessen versucht, sein Haus zu verkaufen und seine Bibliothek sowie seinen Flügel nach Zürich schaffen zu lassen. Dies war nicht mehr möglich gewesen: 1934 wurden Haus, Inventar und Bibliothek beschlagnahmt. 1938 wurde dem Emigrierten die deutsche Staatsbürgerschaft, 1939 auch Staatsexamen und Doktorgrad aberkannt. Die Aberkennung des Doktorgrades wurde durch die Universität bis heute nicht zurückgenommen.
In der Schweiz erhielt er keine Arbeitsgenehmigung, weshalb er noch 1933 nach Frankreich weiterzog. Aber auch in Frankreich blieb sein Einkommen durch untergeordnete Tätigkeiten unter dem Existenzminimum für seine Familie. Cäsar und Felicia Hirsch überlegten unter diesen Umständen, eines ihrer Kinder zur Adoption freizugeben, setzten dies jedoch nicht in die Tat um. Schließlich zog die Familie Hirsch weiter in die USA. Cäsar Hirsch wurde in New York Assistenzprofessor für Oto-Rhino-Laryngologie an der Ophthalmologischen Klinik und außerordentlicher Professor für Otologie am New York Policlinic Hospital und der Medical School. Trotz dieser Tätigkeiten, wissenschaftlicher Publikationen und der Etablierung einer eigenen Praxis und obwohl seine Frau in einer orthopädischen Werkstatt arbeitete und auch die Kinder durch Ferienarbeit zum Familienunterhalt beitrugen, blieb die finanzielle Lage der Familie kritisch. Cäsar Hirsch litt außerdem zunehmend unter Depressionen.
1940 ging Hirsch auf das Angebot, in Seattle eine Praxis zu übernehmen, ein. Diese rentierte sich jedoch nicht, außerdem litt Hirsch wohl unter der Demütigung, seine ärztliche Prüfung wiederholen zu müssen, da sein deutsches Staatsexamen nicht anerkannt wurde. Unter dem Druck wirtschaftlicher und seelischer Not beging Cäsar Hirsch schließlich Selbstmord.
Seine Witwe heiratete 1943 wieder und trug ab diesem Zeitpunkt den Nachnamen Windesheim. Seine Kinder änderten später ihren Familiennamen in „Hearst“. 1956 wurde ein von Felicia Windesheim und Peter Hearst angestrengtes Wiedergutmachungsverfahren mit einem Vergleich abgeschlossen.

## Nachwirkung
Vor seinem einstigen Haus in der Birkenwaldstraße in Stuttgart wurde zur Erinnerung an Cäsar Hirsch ein Stolperstein in den Boden eingelassen. Leo Martin Reich schrieb eine Biographie über Cäsar Hirsch, die 2009 unter dem Titel Caesar Hirsch – ein jüdisches Arztschicksal in Stuttgart erschien. Reich würdigte Hirsch als „Pionier der Lokalanästhesie mit einem nationalen und internationalen Ruf“ sowie als „Nestor der HNO-Heilkunde in Stuttgart“.

## Der Verbleib der Sammlung Hirsch

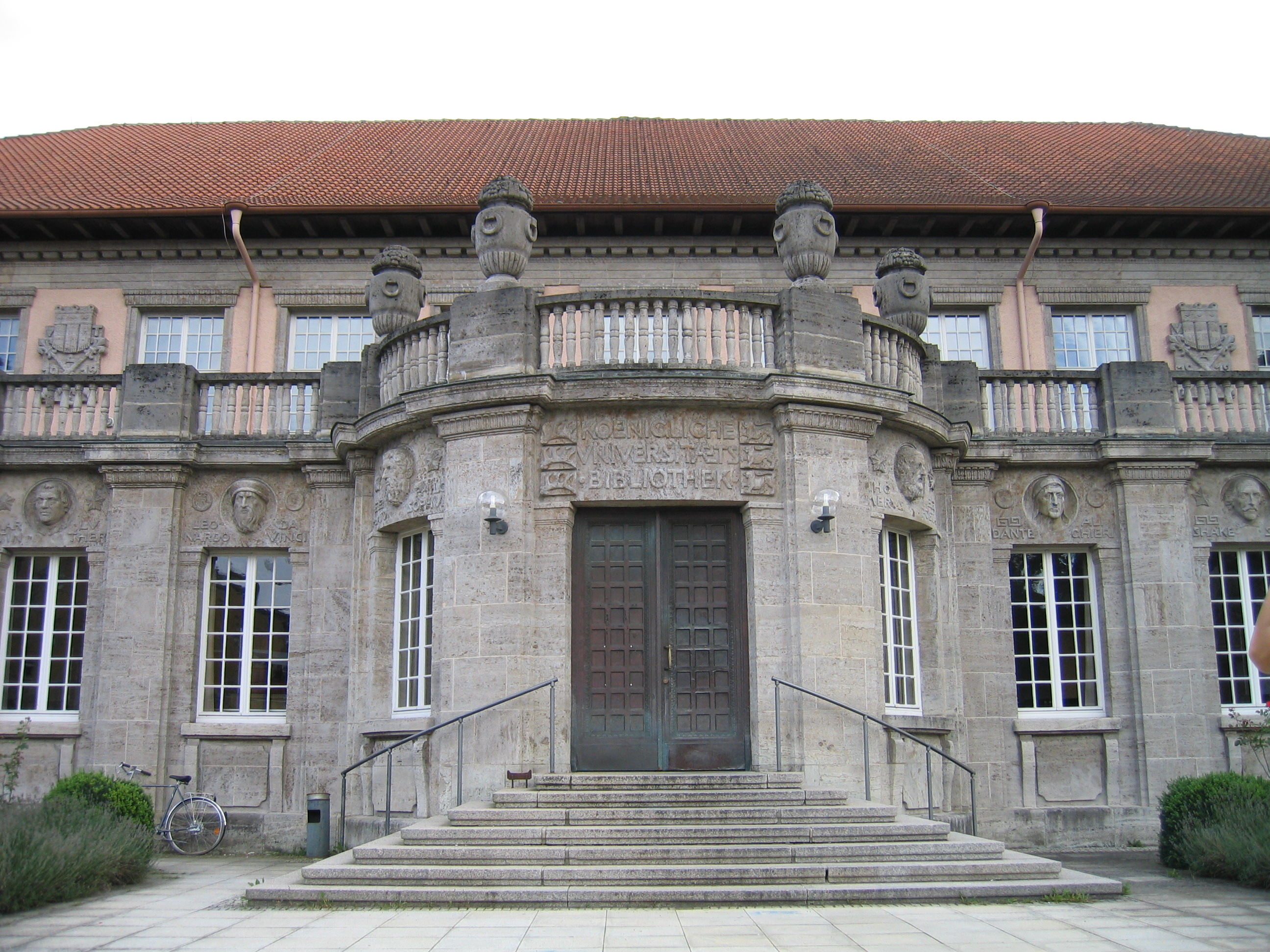
Universitätsbibliothek Tübingen

Ein Teil des Besitzes von Cäsar Hirsch gelangte 1938 in die Universitätsbibliothek Tübingen, vermutlich, weil damals die HNO-Abteilung der Universität Tübingen eröffnet wurde. 1940 kaufte die Universitätsbibliothek Tübingen dem Deutschen Reich die Sammlung Hirsch, die aus 1439 Büchern und zahlreichen kleineren Publikationen bestand, für 1000 Mark ab. 1020 Werke wurden daraufhin katalogisiert und offiziell in die Bestände der UB aufgenommen, der Rest wurde z. T. über Antiquariate verkauft. Zwar erfolgte ein erster Hinweis auf diesen Verbleib der Bibliothek des Arztes schon 1981, doch erst 1999 recherchierte der Redakteur Hans-Joachim Lang genauer, fand die Erben Hirschs in den USA und nahm Kontakt mit ihnen auf. Der Rektor der Universität Tübingen bot Cäsar Hirschs Sohn Peter J. Hearst die Rückgabe der noch vorhandenen Bücher an. Hearst lehnte zwar eine private Übernahme der für ihn überraschend wieder aufgetauchten Bände ab, ließ jedoch die Sammlung auch nicht in der Tübinger Bibliothek, sondern übergab sie nach Prüfung der Bestände der Louise M. Darling Biomedical Library der University of California in Los Angeles. Damit glaubte die Universität Tübingen ihre Pflicht erfüllt zu haben. Über die Abwicklung war regelmäßig im Schwäbischen Tagblatt berichtet worden und am neuen Standort der Bücher wurde ein Kolloquium abgehalten, auf dem auch Hans-Joachim Lang über die Vorgänge referierte.
Dann allerdings schaltete sich die Oberfinanzdirektion in Berlin ein und wies darauf hin, dass Cäsar Hirschs Erben in den 1960er Jahren eine finanzielle Entschädigung für die verschollen geglaubte Bibliothek erhalten hatten und somit jetzt als doppelt entschädigt gelten konnten. Die UB musste eine Liste der zurückgegebenen Bücher übermitteln, außerdem verlangte die Oberfinanzdirektion die Anschrift von Peter J. Hearst, um sich mit diesem in Verbindung zu setzen. Die Universitätsbibliothek reichte die verlangte Liste ein, plädierte jedoch aufgrund des geringen materiellen Wertes der Bücher, der Tatsache, dass Hearst die Bände nicht privat nutzen wollte, sondern wiederum einer öffentlichen Institution übergeben hatte, und der Peinlichkeit, die eine solche Aufrechnung bedeutet hätte, für die Niederschlagung des Verfahrens.
Die Geschichte der Sammlung Hirsch wurde im Jahr 2002 auf dem Symposium „Buchbesitz als Beutegut, NS-Kulturraub in deutschen Bibliotheken“ im Niedersächsischen Landtag vorgetragen. Eine Folge des Symposiums war der Hannoversche Appell, der zur Suche nach Raubgut in deutschen Bibliotheken und Rückführung an die Besitzer aufruft.

## Veröffentlichungen (Auswahl)
- Über die Behandlung des Nabelschnurrestes. Gmähle, Cannstatt 1910 (Freiburg i. B., Univ., Diss., 1910).
- Leibesübung und Infaktionskrankheit. In: Sportzeitung des Stuttgarter Neuen Tagblatts, Nr. 10, 31. Mai 1920, S. 1.
- Vom Ursprung des deutschen Turnens. In: Sportzeitung des Stuttgarter Neuen Tagblatts, Nr. 25, 20. September 1920, S. 5.
- Über den heutigen Stand der Mandelfrage. Fischers medizinische Buchhandlung, Berlin 1924 (= Berliner Klinik. Band 340).
- Lehrbuch der Lokalanästhesie des Ohres und der oberen Lurt- und Speisewege. Enke, Stuttgart 1925.